# ジーク・モワット
ジーク・モワット（Zeke Mowatt, 1961年3月5日 - ）はフロリダ州ワウチュラ出身のアメリカンフットボール選手。NFLのニューヨーク・ジャイアンツ、ニューイングランド・ペイトリオッツで7シーズンプレーした。ポジションはタイトエンド。

## 経歴
フロリダ州立大学から1983年にドラフト外フリーエージェントでニューヨーク・ジャイアンツに入団した。ドラフトで指名されなかった彼は、ビル・パーセルズジャイアンツヘッドコーチとボブ・ハービソンフロリダ州立大学アシスタントコーチとのつながりで入団した。入団当時ジャイアンツには2人のタイトエンドがいたが、トム・マラディはランブロック、パスプロテクションで失敗が多く、ゲイリー・シャークは33歳という年齢とサイズの小ささに難点があった。その年新任のヘッドコーチ、ビル・パーセルズはモワットがディープに走り込むスピードはないもののブロックやパスレシーブに光るものがあると語っている。
1986年、チームは第21回スーパーボウル出場、モワットはフィル・シムズからの6ヤードのタッチダウンパスをキャッチしている。
ニューイングランド・ペイトリオッツに在籍した1990年9月17日、チームメートのマイケル・ティンプソン、ロバート・ペリーマンとともにロッカールームでボストン・ヘラルドの女性ライター、リサ・オルソンへセクシャルハラスメントを行った疑いで、NFLから12500ドルの罰金を科された。なお、ティンプソン、ペリーマンはそれぞれ5000ドルの罰金を科された。NFLは1985年に取材に対して男女平等のポリシーを定めていたが、ビクター・キアムオーナーは、女性の取材者をロッカールームから締めだそうとした。
1991年7月9日、ペイトリオッツから解雇された後、ジャイアンツと契約1シーズンプレーした。